# Rokujo
Imperador Rokujo (28 de Dezembro de 1164 — 11 de Agosto de 1176) foi o 79º imperador do Japão, na lista tradicional de sucessão.

## Vida
Antes da sua ascensão ao Trono do Crisântemo seu nome era Yorihito. Também era chamado de  Yoshihito ou Toshihito. Ele era o filho do Imperador Nijo com Fujiwara no Masuko (mais tarde chamada Grande Imperatriz Dowager Omiya).
Yorihito foi nomeado príncipe herdeiro bem antes de seu primeiro aniversário, sendo entronizado com 8 meses de idade, no 7º ano do reinado de Nijo, quando este foi acometido por grave doença. Os assuntos governamentais foram executados por seu avô, o imperador aposentado Go-Shirakawa como imperador em clausura.
Rokujo foi pressionado pelo clã Taira a abdicar em favor de seu tio, que se tornou o imperador Takakura.
Rokujo morreu com a idade de onze anos. Por causa de sua juventude, não tinha nem consortes nem as crianças. Rokujo é tradicionalmente venerado em um memorial no santuário xintoísta em Quioto. A Agência da Casa Imperial designa este local como Mausoléu de Rokujo. E é oficialmente chamado Seikanji no misasagi.

## Daijō-kan
- Kanpaku, Fujiwara no Motozane.[3]
- Sesshō, Fujiwara no Motofusa.[3]
- Daijō Daijin, Fujiwara no Koremichi.[3]
- Daijō Daijin, Taira no Kiyomori.[3]
- Sadaijin, Fujiwara no Motofusa.[3]
- Sadaijin, Fujiwara no Tsunemune.[3]
- Udaijin, Fujiwara no Kanezane.[3]
- Naidaijin, Fujiwara no Tadamasa.[3]